# Schmidtiana ilocana
Schmidtiana ilocana es una especie de escarabajo longicornio del género Schmidtiana. Fue descrita científicamente por Schultze en 1920.
Se distribuye por Filipinas. Mide 37-49 milímetros de longitud. El período de vuelo ocurre en los meses de mayo y julio.